# William Kelly Simpson
William Kelly Simpson (3 janvier 1928 - 24 mars 2017 à New York) est un professeur d'égyptologie, d'archéologie, de littérature égyptienne ancienne et de langues afro-asiatiques américain à l'université Yale.

## Biographie
William Kelly Simpson est né à New York. Après des études de bachelier et de maîtrise à l'université Yale (1947-1948), il a d'abord travaillé au département égyptien du Metropolitan Museum of Art de 1948 à 1954. Il participa à l'excavation de Nimroud, en Irak sous l'égide de la British School of Archaeology in Iraq. Il obtint une bourse Fulbright et une bourse de recherche du Centre d'études du Moyen-Orient de l'université Harvard qui lui permit de participer à des travaux de fouille de la pyramide rhomboïdale à Dahchour.
En 1958, il devient professeur d'égyptologie et de langues et littératures du Proche-Orient à l'université Yale. Au cours de son mandat à Yale, il a également été pendant près de vingt ans conservateur des collections de l'art égyptien et du Proche-Orient ancien au musée des Beaux-Arts de Boston, durant lequel la collection s'est considérablement enrichie. Plus tard, Simpson a enseigné au département des langues et civilisations du Proche-Orient à l'université Harvard et à l'université de Pennsylvanie de même qu'à l'Institute for Advanced Study de Princeton, au Collège de France à Paris et à la fondation Calouste-Gulbenkian à Lisbonne.
Il fut le directeur de l'expédition menée en 1967 à Abydos, en Égypte, conjointement organisée par le musée d'archéologie et d'anthropologie de l'université de Pennsylvanie et l'université Yale faisant suite aux travaux entrepris dès 1906, en Égypte, sous la direction de Eckley B. Coxe, Jr. et ceux qui eurent lieu à Mit-Rahineh (ancienne Memphis) en 1955 et 1956, sous la direction du professeur Rudolf Anthes. Cette expédition, avec d'autres, fut entreprise à la demande de l'UNESCO désirant que certaines zones de Nubie, en Égypte et au Soudan, soient étudiées avant qu'elles ne soient submergées par le lac de retenue à la suite de la construction du  barrage d'Assouan alors en construction. Simpson fut l'un des codirecteurs des fouilles à Abydos et des missions épigraphiques à Gizeh. Il fut élu à trois reprises président de l'Association internationale des égyptologues de même que président puis président du conseil de l'American School of Classical Studies à Athènes et vice-président du conseil de l'université américaine du Caire, et administrateur de l'Institut archéologique américain et du Centre de recherche américain en Égypte.